# Ozan Tufan
Ozan Tufan (* 23. března 1995 Bursa) je turecký profesionální fotbalista, který hraje na pozici středního záložníka za anglický klub Watford FC. Mezi lety 2014 a 2021 odehrál také 65 utkání v dresu turecké reprezentace, v nichž vstřelil 9 branek. Zahrál si na EURO 2016 a EURO 2020.

## Klubová kariéra
Odchovanec Bursasporu, do A-mužstva se dostal v létě 2012. V roce 2015 přestoupil do Fenerbahçe SK. Od léta 2021 do ledna 2022 byl na hostování v anglickém Watfordu.

## Reprezentační kariéra
Ozan Tufan nastupoval za turecké mládežnické výběry od kategorie do 17 let.
Zúčastnil se Mistrovství Evropy hráčů do 19 let 2013 v Litvě, kde Turecko obsadilo nepostupové 3. místo v základní skupině B.
V A-týmu Turecka debutoval 25. 5. 2014 v přátelském utkání v Dublinu proti Irsku (výhra 2:1). První reprezentační gól v seniorské kategorii vstřelil 3. září 2014 v Odense proti domácímu Dánsku (výhra 2:1, rovněž přátelské utkání).